# Mêda
Mêda of Meda is een gemeente in het Portugese district Guarda.
De gemeente heeft een totale oppervlakte van 286 km² en telde 6239 inwoners in 2001. Op het grondgebied van de gemeente bevindt zich de beroemde prehistorische rotskunst in de Coa Vallei en de Siega Verde

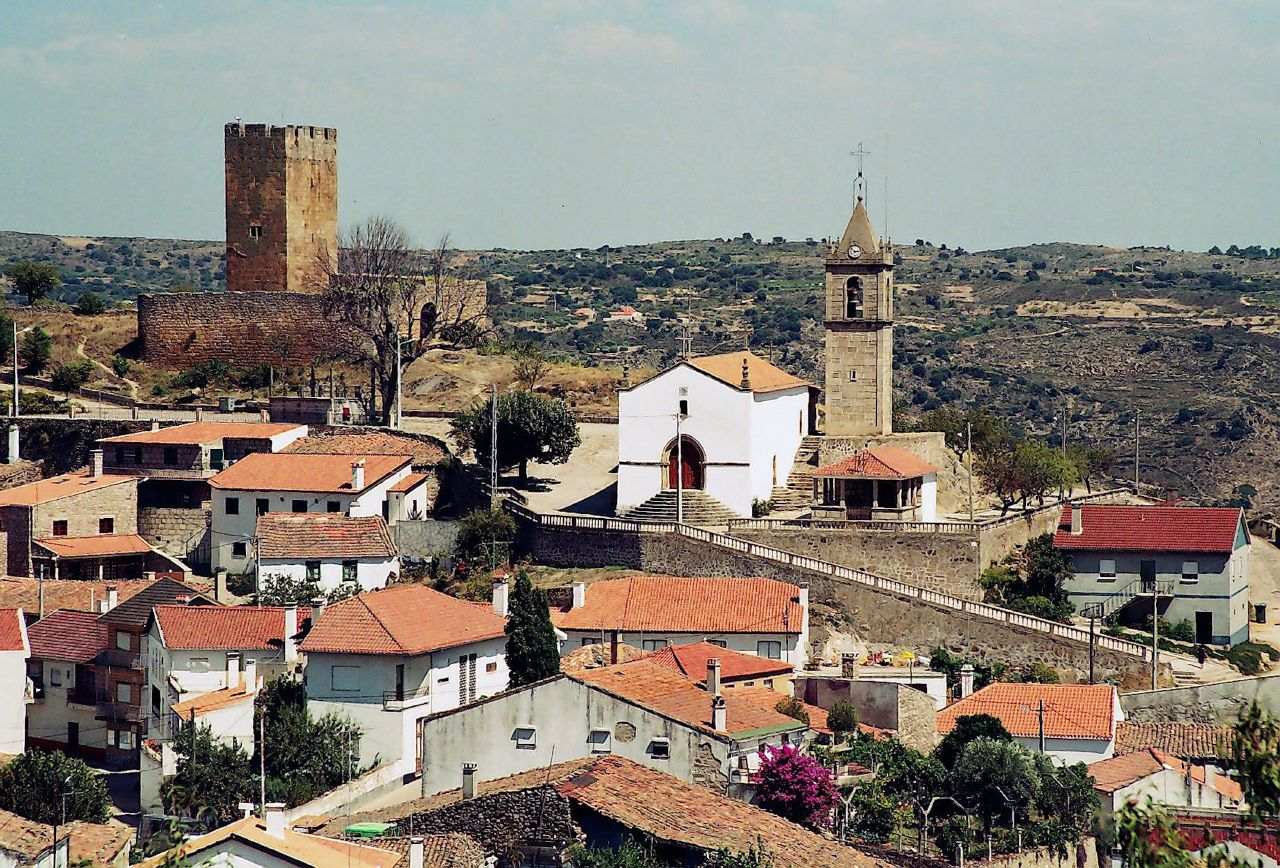
Uitzicht

## Freguesias van Mêda

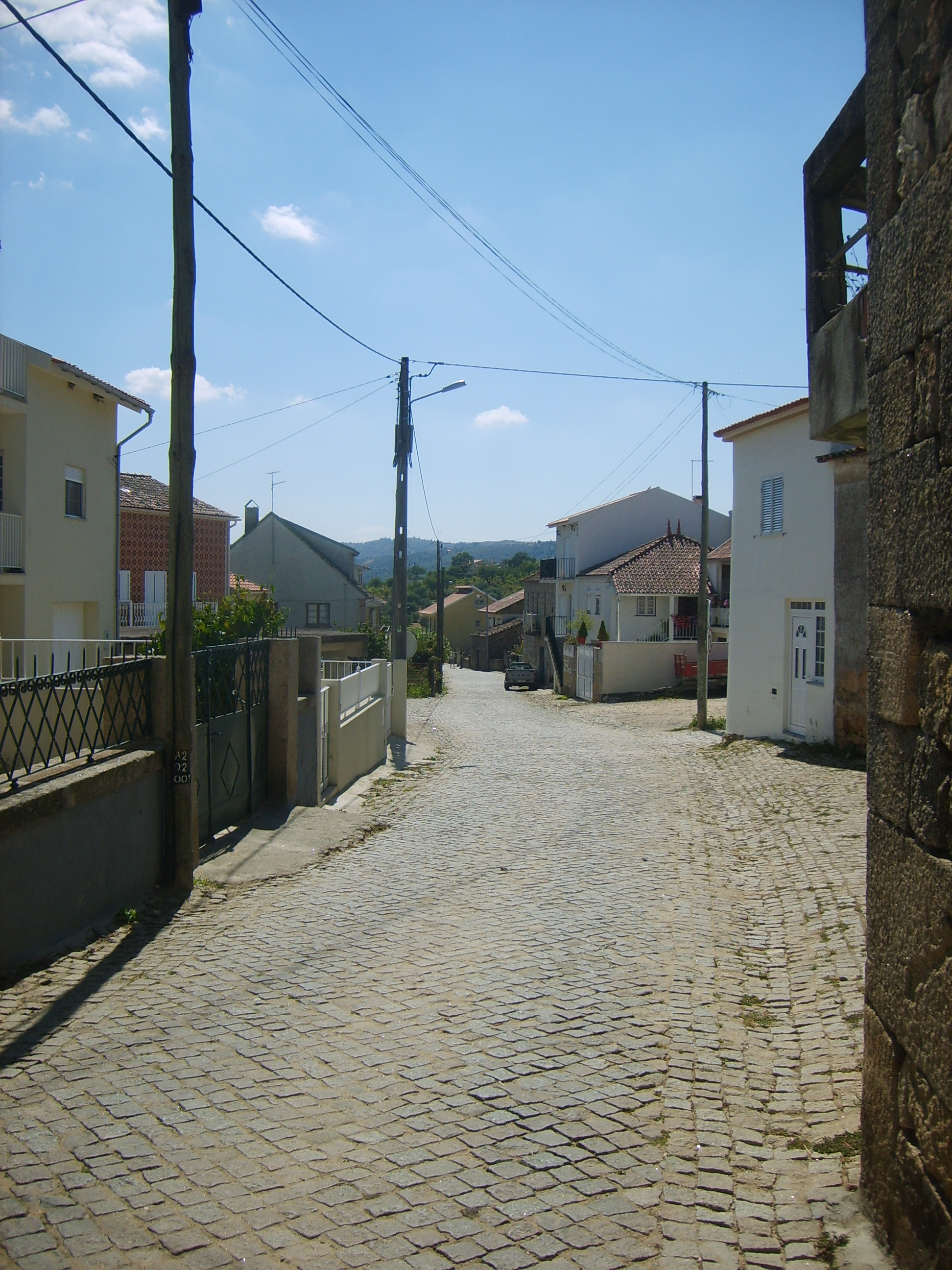
Cancelos de Baixo (Poço do Canto)

- Aveloso
- Barreira
- Carvalhal
- Casteição
- Coriscada
- Fonte Longa
- Longroiva
- Marialva
- Mêda
- Outeiro de Gatos
- Pai Penela
- Poço do Canto
- Prova
- Rabaçal
- Ranhados
- Vale Flor